# Хоровиц, Адам
А́дам Хо́ровиц (англ. Adam Horowitz) — американский сценарист и телевизионный продюсер.

## Биография и карьера
Адам Хоровиц работал над многими телепроектами, но самыми известными можно назвать телесериалы «Остаться в живых», «Холм одного дерева», «Фелисити», «Хищные пташки», «Лучшие» и «Остров фантазий». Как продюсер он работал в сериалах «Чёрный пояс», «Переходный возраст» и т. д. В телесериале «Остаться в живых» Хоровиц писал сценарии для серий совместно с Эдвардом Китсисом. С ним же написал сценарий к фильму «Трон: Наследие».Также с Эдвардом Китсисом  пишет сценарий сериала «Однажды в сказке».

## Фильмография
- «Остаться в живых» (телесериал, 2004—2010)
  - эпизод «Born to Run»
  - эпизод «Everybody Hates Hugo»
  - эпизод «Fire + Water»
  - эпизод «Dave»
  - эпизод «Three Minutes»
  - эпизод «Every Man for Himself»
  - эпизод «Tricia Tanaka Is Dead»
  - эпизод «Exposé»
  - эпизод «D.O.C.»
  - эпизод «Greatest Hits»
  - эпизод «The Economist»
  - эпизод «Ji Yeon»
  - эпизод «Something Nice Back Home»
  - эпизод «The Lie»
  - эпизод «This Place is Death»
  - эпизод «He’s Our You»
  - эпизод «The Variable»
  - эпизод «What Kate Does»
  - эпизод «Dr. Linus»
  - эпизод «Everybody Loves Hugo»
  - эпизод «What They Died For»

- «Однажды в сказке» (телесериал, 2011)
- Однажды в Стране чудес
- «Удивительные истории»